# Geneva megye
Geneva megye az Amerikai Egyesült Államokban, azon belül Alabama államban található. Alabama délkeleti részén , Geneva megyében található a Constitution Oak, amely az állam legnagyobb és egyik legrégebbi tölgyfája. Geneva megyében született Elizabeth Andrews , az első nő Alabamában, akit az Egyesült Államok Kongresszusába választottak, és Neil O. Davis újságíró és polgárjogi aktivista. A megyét egy választott öttagú bizottság irányítja. Megyeszékhelye Geneva, mely a legnagyobb városa is a megyének. Lakosainak száma 26 659 fő (2020. április 1.). Geneva megye Coffee, Holmes, Dale, Houston, Jackson, Walton és Covington megyékkel határos.

## Történet
Geneva megyét 1868. december 26-án alapitották, a mai Dale megye egyes részeiből . A megye nevét Genevaról kapta, amely az új megye legnagyobb települése és máig egyetlen megyeszékhelye. A várost az egyik első telepes, Henry A. Yonge nevezte el felesége szülővárosa, Geneva (New York állam) után. A megye első bíróságát egy helyi iskolában tartották 1869-ben, ekkor épült a törvényszék épülete. A bíróság épületét egy téglaépítmény váltotta fel, amely többször is leégett 1898-ban és 1911-ben. 1912-ben újraépült bíróságot 1969-ben lebontották és felépítették a ma is látható bírósági épületet.
1861-ben Geneva városa elpusztult a Lincoln Flood néven ismertté vált áradás során ennek hatására a várost 1865-ben magasabb területre költöztették. A város ismét nagy károkat szenvedett az 1929-es Hoover-árvízben, amely után egy gátat építettek a város területének védelmére. Az áradások mintája folytatódott, és Geneva-t a huszadik század fordulója óta többször is elöntötte a víz. 1901-ben az Alabama & Florida Railroad vonalat épített Geneva-n keresztül, amely az alabamai Georgianát a floridai Graceville-lel köti össze. A vonal 1987-ig működött, amikor is a 23 mérföldes Genevai szárnyvonalat megszüntették. 1904-ben a Central of Georgia Railroad egy vonalat vezetett Geneva megyén keresztül Florala felé.

## Népesség
A 2020-as népszámlálási becslések szerint Geneva megye lakossága 26 659 fő volt a következő eloszlás szerint.
| Rassz            | lélekszám | százalék | rangsor az állam 67 megyéje közül |
| ---------------- | --------- | -------- | --------------------------------- |
| Teljes           | 26659 fő  | 0,53     | 39                                |
| Fehér            | 21654 fő  | 81,2     | 14                                |
| Afroamerikai     | 2231 fő   | 8,4      | 55                                |
| Spanyol          | 1296 fő   | 4,9      | 19                                |
| Több rasszú      | 1147 fő   | 4,3      | 10                                |
| Őslakos és egyéb | 245 fő    | 0,9      | 11                                |
| Ázsiai           | 86 fő     | 0,3      | 45                                |

A megyeszékhelynek, Genevának a becsült lakossága 4292 fő volt.
 A megye további jelentősebb települései közé tartozik Hartford , Malvern , Coffee Springs , Black , Slocomb és Samson.
A háztartások medián jövedelme 41 569 dollár volt, szemben az állam egészére vonatkozó 52 035 dollárral, az egy főre jutó jövedelem pedig 22 415 dollár volt, szemben az állam egészének 28 934 dollárjával.
A megye népességének változása:
| Lakosok száma | 26 793 | 26 815 | 26 969 | 26 727 | 26 777 | 26 659 |
|               | 2010   | 2011   | 2012   | 2013   | 2015   | 2020   |

## Gazdaság
Geneva megyében az antebellum korszakban az árukat a folyókon usztatták a Pea folyón a Geneva városáig ahol találkozott a Choctawhatchee folyóval és végül a Mexikói-öbölbe. 1923-ban megalapították a Geneva-i Gyapotgyárat. Később a dél-karolinai Clinton Mills megvásárolta, és az 1980-as évek végére a malom csaknem 600 embert foglalkoztatott. Az üzem az 1990-es évek végén bezárt. A mezőgazdaság továbbra is fontos eleme a Genf megyei gazdaságnak, és a mai mezőgazdasági termékek közé tartozik a kukorica, széna, földimogyoró, szójabab, gyapot , a különböző zöldségek és erdészeti termékek.

## Foglalkoztatás
A 2020-as népszámlálási becslések szerint Genf megyében a munkaerő a következő ipari kategóriák között oszlik meg:
- Oktatási szolgáltatások, valamint egészségügyi és szociális segélyek (21,9 százalék)
- Feldolgozóipar (15,8 százalék)
- Kiskereskedelem (11,0 százalék)
- Építőipar (8,7 százalék)
- Szállítás és raktározás, valamint közművek (8,7 százalék)
- Művészetek, szórakoztatás, rekreáció, valamint szállás- és étkezési szolgáltatások (6,7 százalék)
- Szakmai, tudományos, gazdálkodási, valamint adminisztratív és hulladékgazdálkodási szolgáltatások (5,8 százalék)
- Közigazgatás (4,9 százalék)
- Nagykereskedelem (4,6 százalék)
- Egyéb szolgáltatások, kivéve a közigazgatást (4,2 százalék)
- Mezőgazdaság , erdőgazdálkodás , halászat és vadászat , valamint kitermelő (3,9 százalék)
- Pénzügy és biztosítás, valamint ingatlan, bérbeadás és lízing (3,2 százalék)
- Információ (0,8 százalék)

## Oktatás
A Geneva megyében kilenc iskola van. Ezenkívül Geneva városában további három iskola található.

## Földrajz
Az 1499 négyzetkilométer területű Geneva megye az állam délkeleti sarkában fekszik, teljes egészében a Coastal Plain régión belül . A Geneva-i Állami Erdő a megye északnyugati sarkának egy kis részét fedi le.
A Choctawhatchee folyó északról délre folyik át a megye közepén, Hurricane Creek mellékfolyója pedig a megye keleti felén halad. A megye nyugati felén halad a Choctawhatchee legnagyobb mellékfolyója, a Pea folyó és annak Flat Creek nevű mellékfolyója. Az 52-es állami út, amely északkelet-északnyugat irányában halad át a megye központján, a terület fő közlekedési útvonala. A geneva városi repülőtér a megye egyetlen nyilvános repülőtere .

## Események, és érdekes helyek
A Choctawhatchee folyó számos horgászati lehetőséget kínál. A folyó ideális kenuzáshoz és csónakázáshoz, és festői ciprusmocsarak és spanyol mohával borított fák találhatók benne. A Genfben, a Pea és a Choctawhatchee folyó találkozásánál található Fowler Parkból festői kilátás nyílik a Constitution Oak-ra, amelyről úgy tartják, hogy ez az állam legnagyobb és legrégebbi élő tölgye. Szintén Genfben található az Emma Knox Kenan Public Library , egy aktív könyvtár, amely egy 1931-es történelmi épületben található, amelyet az építkezést lehetővé tevő könyvtárosról neveztek el. Alacsony vízállás esetén megtekinthető egy polgárháborús gőzhajó roncsa . Áprilisban Genf városa ad otthont a Fesztiválnak a Folyókon nevű eseménynek, amelyen kenuversenyek, ételek, élőzene, valamint művészeti és kézműves foglalkozások szerepelnek. Ezenkívül Slocomb városa évente megrendezi a paradicsomfesztivált.